# Adriaen Banckert
Adriaen van Trappen Banckert, né vers 1615 à Flessingue, mort le 22 avril 1684 à Middelbourg, était un amiral néerlandais. Il sert dans la marine de la république des Provinces-Unies et parvient, à la fin de sa carrière au grade de luitenant-admiraal de l'amirauté de Zélande.

## Biographie

### Origines et famille
Il est né, probablement à Flessingue, entre 1615 et 1620, étant le deuxième des trois fils du contre-amiral Joost van Trappen Banckert et d'Adriana Jansen. Ses deux frères ont également été capitaines de navires de l'Amirauté de Zélande, son frère aîné, Joost, est tué à la bataille de Portland en 1653 et son frère cadet, Johan, lors de la bataille de Lowestoft en 1665. 

### Carrière dans la Marine de la république des Provinces-Unies
Adriaen commence sa carrière à bord du navire de son père en combattant les corsaires dunkerquois. En 1639, il participe à la bataille des Downs et devient capitaine de navire en 1642.
Durant la première guerre anglo-néerlandaise, il commande le navire amiral du vice-amiral Johan Evertsen et est fait prisonnier lors du naufrage de son navire à la bataille de Scheveningen en 1653. Libéré peu après, il participe à la première guerre du Nord en tant que capitaine du Seeridder et, en 1658, combat lors de la bataille de l'Öresund, contre la flotte suédoise, où, en dépit de la victoire néerlandaise, il ne peut prêter assistance, en raison de courants contraires, à l'amiral Witte de With quand le navire de celui-ci s'échoue. Durant la campagne hivernale de 1659, le Seeridder perd toutes ses ancres lors d'une tempête et est immobilisé par les glaces près de Ven. L'armée suédoise tente d'exploiter la situation en envoyant une compagnie de soldats détruire le navire mais Banckert repousse tous les assauts ennemis pendant trois jours jusqu'à ce qu'il puisse libérer son navire. Il est alors reçu personnellement par le roi Frédéric III de Danemark qui le félicite pour son courage.
Le 16 décembre 1664, un peu avant la deuxième guerre anglo-néerlandaise, Banckert est nommé contre-amiral de l'Amirauté de Zélande, puis vice-admiraal le 15 juillet 1665. En 1666, il participe à la bataille des Quatre Jours, puis à celle de North Foreland, où son vaisseau coule et où, après avoir changé de navire, il couvre la retraite de la flotte néerlandaise le second jour de la bataille. Lors de cette bataille, le lieutenant-amiral Johan Evertsen est tué et Banckert est nommé luitenant-admiraal de Zélande le 5 septembre 1666, atteignant ainsi le plus haut rang naval de sa province. En 1667, à cause de problèmes de recrutement d'équipages, il arrive trop tard pour participer au raid sur la Medway.
Lors de la troisième guerre anglo-néerlandaise, il joue un rôle important dans les quatre batailles navales de la guerre, particulièrement en combattant l'escadre française de la flotte combinée franco-anglaise. Lors de la bataille de Solebay, il réussit à éloigner la flotte française ce qui permet au gros de la flotte néerlandaise, commandée par Michiel de Ruyter, d'attaquer la flotte anglaise en égalité numérique. À la première bataille de Schooneveld, la flotte française brise sa ligne de bataille pour attaquer l'escadre de Banckert, ce qui permet à de Ruyter de la séparer en deux et de désorganiser complètement la flotte adverse, et, lors de la seconde bataille de Schooneveld, l'attaque de Banckert pousse la flotte française à quitter l'action. Enfin, lors de la bataille du Texel, il réussit à empêcher la jonction entre les flottes anglaise et française, permettant une nouvelle fois à de Ruyter de combattre les Anglais à forces égales. 
En 1674, il se joint aux lieutenant-amiraux hollandais Cornelis Tromp et Aert Jansse van Nes pour une expédition sur la côte française au cours de laquelle l'île de Noirmoutier est prise et dévastée. Quand Tromp quitte l'escadre, le commandement de la flotte est donné à van Nes, bien que Banckert ait plus d'ancienneté. Banckert ne montre pas son mécontentement à son ami van Nes mais exprime ses sentiments offensés dans une lettre à l'Amirauté de Zélande. Celle-ci partage son opinion et décide de ne plus jamais envoyer son lieutenant-amiral dans une expédition conjointe avec les amirautés hollandaises pour éviter de se faire ainsi humilier. Banckert quitte le service actif le 3 décembre 1674 mais reste commandant de la flotte zélandaise. En 1678, il rejoint le conseil de l'Amirauté, fait exceptionnellement rare pour un officier de marine. Il meurt en 1684 et est enterré à Middelbourg dans l'église Saint Peter.

## Sources et bibliographie
- (en) Cet article est partiellement ou en totalité issu de l’article de Wikipédia en anglais intitulé « Adriaen Banckert » (voir la liste des auteurs).
- (en) Hugh James Rose, A New General Biographical Dictionary, London, 1857